# Ungdomsvasan
Ungdomsvasan är en längdskidåkningstävling som ingår i Vasaloppets organisation och Vasaloppsveckan. I Ungdomsvasan kan alla mellan 9 och 16 år tävla. Hur långt man åker, beror på hur gammal man är. Hela loppet körs i klassisk stil.
Loppet hade premiär 2008.

## Ålder och sträcka
| Ålder    | Sträcka     | Startplats       | Mål  |
| -------- | ----------- | ---------------- | ---- |
| 9-10 år  | 3 kilometer | Mora skidstadion | Mora |
| 11-12 år | 5 kilometer | Mora skidstadion | Mora |
| 13-14 år | 7 kilometer | Mora skidstadion | Mora |
| 15-16 år | 9 kilometer | Mora skidstadion | Mora |

Alla åldersgrupper startar klassvis på Mora skidstadion och kommer i mål i den klassiska målgången i Mora. Däremellan åker alla åldersgrupper olika slingor då alla kör olika långt.

## Vinnare
| År   | Herr 15/16            | Dam 15/16        | Herr 13/14             | Dam 13/14    | Herr 11/12             | Dam 11/12      |
| ---- | --------------------- | ---------------- | ---------------------- | ------------ | ---------------------- | -------------- |
| 2024 | Valter Blomberg Gerle | Vera Mhylback    | Anton Carlberg Nilsson | Ebba Kveli   | Ola Silkoset           | Alice Nordell  |
| 2023 | Oskar Olsson          | Johanna Holmberg | Olle Johansson         | Hanna Strand | Emil Johansson         | Stella Nordell |
| 2022 | Eddie Pettersson      | Elsa Tänglander  | Valter Blomberg Gerle  | Anni Rohila  | Anton Carlberg Nilsson | Ebba Kveli     |